# Station Port-Sainte-Marie
Station Port-Sainte-Marie is een spoorwegstation in de Franse gemeente Port-Sainte-Marie. Het wordt bediend door treinen van het netwerk TER Nouvelle-Aquitaine op het traject Bordeaux - Agen.